# Termas das Caldas de São Jorge
As Termas das Caldas de São Jorge situam-se na freguesia de Caldas de São Jorge, Santa Maria da Feira,Portugal.
A água é sulfúrea, cloretada, bicarbonatada, fluoretada, sulfidratada e sódica, com uma temperatura de 23°C e pH de 8,5.

## Indicações Terapêuticas
Afecções reumáticas e musculo-esqueléticas alergias de pele e de vias respiratórias.